# Hàng hóa Veblen
Hàng hóa Veblen là những loại hàng hóa mà lượng cầu về chúng tăng lên khi giá của chúng tăng và lượng cầu về chúng sẽ giảm nếu giá của chúng giảm. Đối với hàng hóa thông thường, thì lượng cầu sẽ giảm nếu giá hàng tăng. Veblen là đặt theo tên của nhà kinh tế Thorstein Veblen (1857-1929), người đã nêu ra thuyết tiêu dùng phô trương. Những hàng hóa thường được liệt vào nhóm hàng hóa Veblen là các mặt hàng xa xỉ như xe ô tô sang trọng, đồ trang sức đắt tiền, tác phẩm nghệ thuật của các tác giả nổi tiếng, rượu vang đắt tiền. Những người có hành vi tiêu dùng phô trương sẽ xem giá hàng là một biểu tượng địa vị và động cơ tìm kiếm địa vị của họ khiến họ thích những mặt hàng đắt tiền. Mặt hàng càng đắt tiền thì mức độ thích thú của họ đối với mặt hàng càng lớn, thỏa dụng mà tiêu dùng mặt hàng đem lại càng lớn, và vì thế lượng cầu đối với mặt hàng càng cao. Những nghiên cứu thực nghiệm cho thấy trong thực tế có hiện tượng người ta cảm thấy hạnh phúc hơn khi tiêu dùng mặt hàng đắt tiền hơn. Lại có nghiên cứu cho thấy rằng việc tiêu dùng hàng hóa Veblen của một người chịu sự tác động của việc tiêu dùng hàng hóa Veblen của những người xung quanh. Chú ý là có những mặt hàng mà lượng cầu tăng khi giá của chúng tăng nhưng lại không phải là hàng hóa Veblen. Lượng cầu về hàng hóa Veblen tăng lên cùng với sự lên giá mặt hàng là vì thỏa dụng mà hàng này đem lại lớn hơn khi giá hàng tăng. Những mặt hàng mà lượng cầu tăng khi giá tăng vì thu nhập thực tế của người tiêu dùng bị giảm gọi là hàng hóa Giffen.